# よつばと!
『よつばと！』は、あずまきよひこによる日本の漫画作品。『月刊コミック電撃大王』（KADOKAWA）にて、2003年3月号から連載中。作品全体のキャッチコピーは、「いつでも今日が、いちばん楽しい日。」。ちょっと変わった5歳の女の子よつばが、日常の中で体験する様々な「初めて」や「感動」を描く。

## 概要
短編「Try! Try! Try!」を前身とし連載化されている。『あずまんが大王』に登場した「ちよ父」「ねここねこ」「マジカルランド」が本作でも登場している。小岩井乳業や森永製菓やバスマジックリンなど、実在の商品名やパッケージが数々出てくるのも特徴。作者によると、「紫陽花市という人口20-30万人くらいの架空の町」を舞台として想定しており、特定の実在する市町村を意図しての舞台設定はせず、描写の参考にしているだけであるという。
休載が目立つ時期があり、2013年は5話、2014年は1話しか掲載されなかった。2014年10月号の第89話から中断し、2015年6月号掲載の第90話まで、8か月ものブランクがあった。その後もペースは戻らず不定期連載となっている。
2006年、第10回文化庁メディア芸術祭マンガ部門優秀賞受賞。2016年第20回手塚治虫文化賞マンガ大賞やAmazonランキング大賞2016上半期のコミック部門第1位受賞。2021年2月時点で全世界累計発行部数は1730万部（国内累計発行部数は1430万部、国外累計発行部数は300万部）を記録している。
アニメ化に関して「原作者があずまんが大王のスタッフと揉め、それ以降の漫画はアニメにしないと言った」という噂が流れたが、作者自身は明確にその噂を否定している。その際「よつばならではのしぐさをカットせずにアニメにすることは難しいから」とも述べている。よつばスタジオ代表の里見英樹も「企画レベルの話は来るが全部断っている」と述べている。
2019年より本作の原画展「よつばと！原画展」が各地を巡回。2020年3月20日から6月29日までは手塚治虫記念館にて開催される予定であったが、新型コロナウィルスの感染拡大防止のために延期。2021年8月4日から24日にかけては初の北陸での開催となり、石川県金沢市の百貨店・香林坊大和にて開催された。

## 物語
夏休みの前日、とある町に強烈に元気な女の子よつばと、とーちゃんの親子が引っ越してきた。遠い海の向こうの島から来たらしい不思議な女の子を、はじめて体験する出来事が毎日たくさん待っている。その日から始まる、よつばに振り回される周りの人達との日常を描いたハートフルコメディ。

## 登場人物

### 小岩井家
小岩井 よつば（こいわい よつば）
本作の主人公。緑髪を後ろに4つ束ねた髪型が特徴。いつも元気で自由奔放な女の子。一人称は「よつば」。自由奔放であるが故にデパートの自転車売場で子供用自転車を乗り回したり、家具売場のベッドで寝てしまう等子供らしい突拍子のない行動で葉介を困らせる事もある。
どんなことにでも全力で接し、大人が気付かないような小さな出来事にも面白さや感動を見出す。表情が非常に豊かであり、作中では目まぐるしいまでに喜怒哀楽様々な表情を見せ、それ自体が作品の大きな見どころであると言える。
年齢の割に非常にボキャブラリー豊富であり、意味を知ってか知らずか大人顔負けの発言をする事も多い一方、言葉の使い方を間違って覚えている節がところどころ見られ、それが別の意味に通ってしまう事で周囲が困惑する場面が度々みられる。また食い意地が張っており、食べ物のことになると目の色を変える。お絵描きが好き。
年齢は5歳だが、本人は6歳だと勘違いしていた。なお、誕生日は不明だが第104話でランドセルを購入しており、来年度から小学生になる。幼稚園や保育園には通っていない。葉介曰く「南の島で拾った」との事で葉介と実の家族ではない模様。もっとも、どのような経緯で出会ったかは明言されず正式に養子にされているかも謎。名前が日本人風だが前述の理由で本当に国籍が日本か判らず、物語で時々登場人物から外国人扱いされる事がある。運動神経が非常に良く水泳や鉄棒では周囲を驚愕させた。また、風香・しまうー共々ヨガに行った際は体が非常に柔らかくバランス感覚も上手な一面を見せ、風香としまうーを驚かせた。身長107センチメートル。　

とーちゃん / 小岩井 葉介（こいわい ようすけ）
よつばの父。独身。年齢、結婚歴は不明。身長175センチメートル。肩まで伸びた長髪が特徴。
職業は翻訳家。何語を翻訳しているかは不明だが、作者曰く「マイナーな言語らしい」。昔は世界各地を旅していたようである。
仕事柄いつも家におり、仕事が終わるとパンツマンというキャラクターに扮したりしてよつば目線で遊んであげている。ジャンボとは親友。
よつばへの躾はきちんと行っており、場合によっては愛をもって拳を振るうこともある。一方、生活面はずぼらであり、夏の暑い間は家ではいつも本人曰く「クールビズ」のランニングシャツにトランクス一丁、布団を敷きっぱなしや洗い物をため込んだりなどだらしない面も目立ち、片付けが苦手なところはよつばに遺伝してしまっている。性格も適当な面が目立ちがちである。
よつばと二人暮らしの手前料理はするが簡単にできるものが中心であり、「目玉焼き丼」「サッポロ一番丼」など他人が聞いたら首をかしげるような独創的なレパートリーも多いが、よつばには好評を得ている。よつば曰く「とーちゃんのカレーは世界一」。
カナヅチである。
マイカーはスクラムトラック（DG52T/DH52T）を所有していたが、ジャンボにあげたため、妹の小春子からミニ・クーパー コンバーチブルを譲ってもらった。カメラはキヤノン・PowerShot S95を所有している。
小岩井 ジュラルミン（こいわい ジュラルミン）
テディベア。恵那が所有しているテディベアの「ジュリエッタ」をよつばが間違えてジュラルミンと覚えたのが名前の由来。第57話「よつばとジュラルミン」においてとーちゃんとコーヒーミル（カリタ・ナイスカットミル）を買いに行った際、立ち寄ったぬいぐるみ屋で出会い、晴れて「ほんもののジュラルミン」として小岩井家に迎えられた。それまでは恵那に否定されながらもジュリエッタをジュラルミンと呼んで遊んでいた。
グロウラーが入っており、「めえぇぇぇ」と鳴く。犬にかまれて犬の臭いが付き洗ったところ、グロウラーが壊れて鳴かなくなるというエピソードは、作者の実体験を元に作られたものである。

### 綾瀬家
小岩井家の隣に住んでいる家族で、小岩井家が引っ越してきた日から両家は家族ぐるみの付き合いをしている。よつばは、ほぼ毎日の様に綾瀬家に遊びに行っている。
綾瀬 あさぎ（あやせ あさぎ）
綾瀬三姉妹の長女。大学生。身長165センチメートル。髪は亜麻色のストレートで腰まで届くロングヘア。
長身・小顔・痩せ型とモデル並のスタイルの持ち主で鼻も高く整った顔立ちであり、ジャンボ曰く「すげえ美女」。やんだが初めて会った際にもモデルかと勘違いしたほどである。男性にモテるらしく、今のところ相手からフラれたことがないらしい。風香によれば彼氏がいたらしいが、現在は不明。容姿や性格は父親いわく昔の母親似らしく、現在でも度々似た者同士の光景が見られる。
時折意地悪な冗談を言うなど良くいえば小悪魔といった性格であるが、立ち回りに長けているため嫌味に見られることはない。よつばに対しては「可愛い」「面白い」という感情が強いせいか、面倒見のいい一面も見せ、子供心をよく理解した接し方でよつばからも頼れるお姉さんとして懐かれている。また、よつばを上手くまるめこんで納得させる名人。手先は器用なようで、テディベアを自作した経験を生かし、壊れたジュラルミンを直したこともある。
自転車はルイガノ・LGS-MV1（初期型）を所有している。
綾瀬 風香（あやせ ふうか）
綾瀬三姉妹の次女。16歳。身長158センチメートル。紫陽花西高校2年2組。学校内では生徒会の副会長を務めている。髪型は栗色のショートカットで耳を出している。体型はややむっちりした中肉中背で、バストが大きい。虎子には「ちょっと脚が太い」と評され、風香自身も気にしているようで様々なダイエットを試しているシーンが多くある。高校生らしい元気な性格であり、家事なども積極的に手伝い歳の割には責任感が強いが、自分には甘くだらしない面も多い。また、天然ボケな面が目立ち、周囲と少しずれた行動や発言で周りが呆れてしまうことが多く、所謂「残念な子」といった印象を持たれがちである。よつばにとっては面倒見の良いお姉さんという存在ではあるのだが、他の人物と同じくよつばにすら残念な子といった扱いを受けている。町内会でも子供にとても懐かれており評判が良い。
妙なプリントのTシャツを好んで着ていたり、鞄に変なキーホルダーを付けていたり、ウクレレを弾いては家族から野次を飛ばされたり、よつばが内容を理解できないほど絵が下手だったりと、芸術的な感覚は乏しい様子。“ちよ父”がお気に入りのキャラクターであり、Tシャツやぬいぐるみ、キーホルダーといった様々なグッズを保有している。
片想いの相手がいたが、告白する前にあえなく失恋した。しかし、男性受けするスタイルのためか結構モテるらしくラブレターを貰ったり（本人談）、海でナンパされたりすることもある。
とーちゃんやジャンボと同じく泳げない。
よつばに次いで本作品を代表するキャラとなっており、表紙を飾ることや彼女に関係したグッズが発売されることも多い。
イメージの元になったのはグラビアアイドルの平田裕香とされる。
綾瀬 恵那（あやせ えな）
綾瀬三姉妹の三女。小学4年生。身長130センチメートル。セミロングのやや茶がかった黒髪で普段は下ろしているが、運動する際や和装など状況によっては二つ結びにすることがある。
よつばと比較的年齢が近いためか、一緒に遊んだりレジャーに連れて行ってもらうことが多い。おしとやかそうな外見とは裏腹に度胸が座っており、物怖じしない性格である。動物好きで、虫やカエルなどの両生類も平気。チャレンジ精神も旺盛で、作中ではジャンボから魚の捌き方を教わり自ら捌いていた。勝負事は本気で頑張るタイプ。
よつばの夢を壊さないことが大事らしく、みうらが「ダンボー」の正体を明かそうとすると、普段の行動からは想像出来ない止め方をしたりすることもある。
よつばと2人で遊ぶことも多いため、よつばに対しては保護者としての責任感が強いようである。
絵がとてもうまかったり、ぬいぐるみを自分で修繕するなど、姉の風香とは違い芸術的センスに恵まれている。
熊のぬいぐるみに、それぞれ「アン」「ジュリエッタ」「ゼペット」という名前を付けて大事にしており、部屋に一人でいる場合は話しかけるなど少女らしい一面も見られる。よつばより年上であるが、よつばには「子供」と認識されている。
綾瀬家の母
三姉妹の母親。身長160センチメートル。本名は不明。昼間は家にいたり、テニスに出かけたりといった光景が見られる。
よつばを実の娘のように可愛がっており、互いに実の親子のように接している。よつばは自身に母親がいないことも相まって、よつばは彼女のことを「かーちゃん」と呼んでいる。滅多なことでは怒らないが、よつばが布団に包まって階段を転げ落ち、それを楽しみもう一度試みようとした時など、本当に危ないことをした場合のみ叱る。
三姉妹の父である夫の評によると若いころはあさぎと似て少しドライな性格だったようであるが、現在でも似た者同士な描写が度々見られる。
本人は「産んで失敗だった」「子供のころはあんなに可愛かったのに、こんなにやさぐれて…」などと、折に触れてあさぎを悪評するが、夫や虎子からはあさぎがそのような性格になったのは彼女のせいではないかと思われている。
日産・マーチ（K12型）を所有しており、とーちゃんが運転したことがある。
綾瀬家の父
三姉妹の父親。本名は不明。初登場は第20話。
いつも笑顔を絶やさず、のほほんとした性格で、よつばの意味不明な言動にも笑って返す大らかな人物である。しかし風香の失恋を知った時には、娘を持つ父親のステレオタイプのように「失恋なんか父さん許さないぞ」と取り乱したこともあった。また風香のズレたギャグに周囲が白ける中で唯一大ウケしていたり、恵那にもらった肩たたき券の最後の一枚は彼女が結婚して家を出て行く際に使うと言って大事に持つロマンチストな面もあり、これらの性格は風香に受け継がれているようである。彼曰く恵那も父親似であるが、そう言われた恵那本人は不満気な様子であった。
登場時期や登場頻度のメタ要素を表わしているかのように、あさぎから知らない人や故人扱いされるほど一家でも存在感が薄い。
よつばには「おっちゃん」と呼ばれている。

### 小岩井家と関係の深い人物
ジャンボ / 竹田 隆（たけだ たかし）
とーちゃんの親友で、身長210センチメートルの巨漢。パイナップルのような髪型・顔立ちに眼鏡をかけている。とーちゃんとは幼馴染で、現在も交流が深い。よつばのことは物語開始以前から知っている。
家業である花屋の定休日である木曜日、または定休日前日の閉店後の水曜日の夜を中心に小岩井家に度々訪れてはとーちゃんやよつばと遊んでおり、よつばのために動物図鑑やビーズのセットなどを買ってきたりと、シングルファザーのとーちゃんの子育てをサポートする頼れる人物であり、よつばにもよく懐かれている。
ざっくばらんで面倒見が良く、よつば達子供を遊びに連れて行ってくれることも多い。その上涙もろい人情家である。早合点することが多い。
あさぎに一目惚れしているが、恥ずかしがりのため一向に進展せず、あさぎとは単行本12巻末の段階で3回しか接していない（うち1回はよつばとの遊びの中で覆面をされ喋ることも禁じられていたため、接したと言えるかも怪しい）。虎子とは面識はないが、よつばの中途半端な説明を誤解し、あさぎの彼氏だと勘違いして勝手に敵視している。また、初対面のみうらにあさぎへの好意を見抜かれていいように扱われてしまった。
夏休みに遊びに連れて行ってもらえないみうらを同情して自ら奮起したり、そうかと思えば夏休みが終わった後にハワイに行くと知った時には突っ返すような態度を取ったりなど、みうらを相手にすると子供っぽい言動が見られる。
釣りや星座などに詳しいことからアウトドア系の趣味の持ち主と思われるが、泳げない。
配達やプライベートの車には左ハンドルのルノー・カングーを使用している。右ハンドルを購入しなかった理由として「これが出た時は左ハンドルしかなかった」と本人が言っている。それ以前には葉介からもらったスクラムトラック（三代目）を使用しており、これは物語冒頭で小岩井家の引っ越しにも使用されていた。
実家は父親が経営する花屋「フラワージャンボ」で、本人も従業員として働いている。
やんだ / 安田（やすだ）
とーちゃんとジャンボの後輩（何の後輩かは不明）にあたる青年。下の名前は不明。金髪。
外回り営業職の会社員らしく、昼間でも小岩井家に車でふらりとやってきて、昼食に持参したカップラーメンやおにぎりを食べていく。
第1話の段階でその存在は確認できたものの、とーちゃんとジャンボの会話の中で名前と彼等の友人らしいということ以外は何も分からない謎の登場人物であったが、第30話にしてようやく登場した。それまでよつばと会ったことがなく、初対面で早くもよつばに敵対心を抱かれてしまい、幼稚きわまりない喧嘩を繰り広げて以来、よつばには顔を見る度に「かえれ」「へんなやつがきた！」などと暴言を吐かれるほどに嫌われただけでなく、一段劣った存在とも見なされてしまっている。しかし、よつばとのじゃんけんにわざと負けたり、アメ玉やシャボン玉といった子供が喜ぶ品を用意したり、キャンプ場での子供達の探検にはさりげなく付き添うなど、面倒見が良い部分も垣間見れる。そのためよつばからの敵対心も初対面よりは和らいでいるものの、依然やんだが来ると不機嫌そうな表情をされることが多い。
暑いからと小岩井家の引越し作業の手伝いを拒否する一方で、わざわざ有休を取ってまでよつば達のレジャーに参加する図々しい性格であり、更には小岩井家を自分にとって快適な空間に仕立て上げようと色々発案するなど回を追うごとに図々しさに拍車がかかっている。
よつばをよくからかう一方で、幼稚な言動が目立つためかとーちゃんやジャンボからはイジられてしまう場合が多く、久々に対面したばーちゃん（とーちゃんの母親）からもイジられていたため、昔からイジられキャラだったようである。
綾瀬家の中ではあさぎや恵那と面識がある。あさぎのモデルのような容姿に驚愕し、「よつばの兄みたいなもの」と自己紹介して好青年を演じようとしたがジャンボから飛び膝蹴りをもらった。
仕事中に乗っている車はスズキ・アルトラパン SS。昔とーちゃんやジャンボとツーリングしたホンダ・カブを今でも所有している。
いわゆる下戸で酒は飲めないためか外食をする際に運転手をやらされる。
ミキちゃんという彼女がいて、作中で言及がなされているものの、ひと月以上連絡を無視されているらしく既にフラれている可能性が高い。彼女のことをとーちゃんやジャンボも知っているようだが、詳細は不明である。
ばーちゃん
葉介の母親。よつばは現在の町に引越してくるまで、「ばーちゃんとじーちゃんの家」に住んでいた。第86話で初登場。黒ぶち眼鏡にショートカットの関西弁の老女（本人曰く出身は関西）で、普段は一見不機嫌な表情をしているが元々の顔立ちであり、よつば曰く「怒った顔してるけど怒ってない」。初登場時はロングブーツやコート、大きなキャリーバッグに大量の手荷物など重装備で現われ、お茶よりコーヒーを好むなど若々しい印象を受ける。ずけずけと思ったことを言う性格。やんだとも登場前からの知り合い。
躾に厳しく、よつばが玄関で靴を脱ぎ散らかしているのを見てすぐに注意をしたり、突進してくるよつばに対しどつき漫才ばりの激しい突っ込みをしたりも。しかし根は優しく、よつばが良い行いをしたら「えらい」と言うなど褒めるべきところではきちんと褒めるので、多少口うるさくともよつばからかなり懐かれている。なお、過去にやんだにも同様の接し方をしていたのか、彼とも仲がいいらしく懐かれている。
じーちゃん
葉介の父親でばーちゃんの夫。第104話（第15巻）時点で未登場。ばーちゃん曰く「ひとりやと（家事全般が）なんもできん」。
小岩井 小春子（こいわい こはるこ）
葉介の妹。第88話で初めて名前が登場し、第96話で初登場。黒ぶち眼鏡に長いポニーテールをシュシュで結んだ黒髪の女性（職場では眼鏡を外していた）。よつば曰く「手足をよく角にぶつける人」であり、小春子自身も「もんじゃは私が火傷する」と不注意な性格を自覚している。
適当な性格の兄とは逆に変に生真面目であり、よつばに食べさせる食事の候補を大量に挙げ必要以上に悩んだり、クリスマスツリーの飾りつけを兄がしっかりやっているか心配するなどしていた。食事代を強引に兄の奢りにするなどちゃっかりしたところもある。明言はされていないが、発言の端々から東京近郊に在住している様子がうかがえる。

### 綾瀬家と関係の深い人物
早坂 みうら（はやさか みうら）
恵那の友達で、ショートヘアの見た目も言葉遣いもボーイッシュな女の子。身長121センチメートル。話し方も男の子のようだが、一人称は「私」である。
男子呼ばわりされることを嫌っており、初対面のジャンボに男の子かと言われた際にも露骨に不快感を示した。その名前にちなんで「ランボルギーニみうら」と呼ばれたこともある。恵那の所へよく遊びに行き、そのついでによつばとも遊んでいる。
服装も殆どはズボンを履いており、本編中でスカートを履いた描写があるのは先のジャンボの発言に反発した一度だけである。恵那とは逆に見た目に反して虫や両生類などは大の苦手で、カエルなどが近寄るだけで普段のクールな振舞から一変、大きく取り乱し大騒ぎする。やんだにからかわれ「蛇だ！」と言われただの棒を投げられたときはパニックになり泣いてしまった。
頭の回転が速く状況の飲み込みの速さは大人顔負けで、ジャンボがあさぎに惚れていることを初対面からすぐ見抜いた。あさぎに悪い噂を吹き込むとジャンボを脅しては自分達に便宜を図らせようとするなど抜け目の無い一面もある。またその反面、怖がり・心配性であり、普段はおおらかな恵那や無頓着なよつばとは対比的に描かれることが多い。
虎子（とらこ）
あさぎの友達で、黒髪のショートカットで長身のマニッシュな女性。姓は不明。十分スリムな体格のあさぎに「細すぎ」と言わしめるほど痩身で、スキニージーンズを好んで着用している。
あさぎに課題と思しきプリントを渡しているところから、同じ大学の学生であると思われる。あさぎと2人で沖縄に旅行したり、遊びに行く計画を立てたりと、あさぎとは仲が良い。
よつばからは「とら」と呼ばれており「かっこいい」という印象を持たれている。「とら」という呼び名に関して、とーちゃんには「なんかタイガーって感じ」だから呼ばれているものと勘違いされた。また、よつばの「とら」という呼び名、「かっこいい」「あさぎとおでかけ」などの曖昧な説明から、面識のないジャンボにはあさぎの彼氏だと思われている。
性格はかなりクールでニヒル。常に眠たげな眼をしており、大抵の場合、周囲のごたごたには無関心である。しかし、よつばの仕業で自身が予想外の事態に巻き込まれると、普段の無口な様子から一変しパニックになった。子供は苦手と公言するものの、よつばに対しては「面白い」と好感を持っており、二人きりで綾瀬家の留守番をすることになった際もよつばにちょうちょ結びを教えたりなど面倒見も良い。
喫煙者であり（銘柄はラッキーストライク）、よつばに理由を聞かれた際には「カッコつけてんの」と答えていた。煙で器用に「輪っか」を作れる。
親のお古の車（フィアット・パンダ）を所有している。トランクにはよつばを驚かせた折り畳み自転車（ダホン・ボードウォーク）を乗せているほか、ダッシュボード上にはよつばにもらった「おみやげ」を置いている。
写真を勉強しているらしく、中古のフィルム一眼レフカメラのニコン・F100を持ち歩いている。
しまうー / 日渡（ひわたり）
風香の同級生で女友達。下の名前は不明。髪型は黒のショートカット。学校での自己紹介の際にかんで「よろしくお願いしまう」と言ってしまったことから「しまうー」というあだ名になった。
大人しそうな外見の人物だが、シュールな創作ダンスを踊ったり、栗拾いを甘く見た服装をしていた風香に正拳突きを喰らわすなど、ノリや独特な感性は風香とかなり似ている。
文化祭で出すケーキ作り練習の際、わざわざプロが使用するコック帽を購入し持参したり、栗拾いの際にイガ対策のため井関農機の帽子、ジャージに長靴の身形をしたりと、格好から入っていくタイプ。
彼女のあだ名は日本語の発音をネタにしたものであるため、一部の海外版では名前自体が変更されており、「mistake」との洒落による"Miss.Stake"に変えられている。
ダンボー
恵那とみうらが夏休みの自由研究で作った、ダンボール製ロボット型スーツ。実際には中に入って動かせるがよつばは本当のロボットだと思っている。
目の部分に電球が仕掛けられており、頭の横についているスイッチをONにすることで光るが自力ではスイッチを操作できない。頭部として使っている箱に全ての部品を収納して持ち運ぶことができる。
最終的な調整をしていたところをよつばに見つかった際、中に入っていたみうらが即興で「ノーベル賞を獲った博士に作られた、エコロジーなロボット。遊園地にある機械と同じ原理を用いてお金で稼働する。綾瀬家から遠いところに自宅があり、ジャンボジェットより速く飛べる」という設定を作り上げた。
原作にはわずかしか登場していないが、作品の派生グッズとしてフィギュアやスマートフォン向けモバイルバッテリーが販売された。

### その他の登場人物
ジャンボの父
ジャンボの父親。本名は不明。花屋「フラワージャンボ」の店長。息子とは容姿が似ているが、体格は一般的（よつば曰く「フツーのおおきさ」）。性格は息子以上に豪放磊落。
ひげもじゃ
坂田自転車店の店員。眼鏡と無精髭が特徴で第36話初登場以来よつばに「ひげもじゃ」と呼ばれる。
みうらの母
みうらの母親。本名は不明。みうらの顔は母親似であり、とーちゃんやジャンボからはそっくりと評され、よつばからは「大きいみうら」と言われた。綾瀬家とも顔見知りである。
うどん屋のおじさんとおばさん
よつばの家の近くのうどん屋に居るおじさんとおばさん。本名は不明。
大阪先生 / 春日 歩（かすが あゆむ）
恵那とみうらが通う小学校の教師（担任かどうかは不明）。黒髪のセミロングで小柄な女性。大阪弁で話すことから生徒から大阪先生と呼ばれている。
ユルい独特な思考や言動の持ち主で、作中ではみうらからツッコまれていた。また、鉄棒の授業で教える逆上がりができずに苦戦しており、運動音痴な様子。しかし視力には自信がある。
作者の前作「あずまんが大王」からの登場人物の1人であり、上記の特徴や外見も同作から変わっていない。
あだ名の由来のみ前作で呼ばれていた「大阪」のものとは異なるが、特に説明はないので関係性は不明。

## 評価
- 2006年、文化庁日本のメディア芸術100選（『あずまんが大王』と共に選出）[16]。
- 2006年、文化庁メディア芸術祭マンガ部門優秀賞[17]。
- 2007年、とらのあなコミック大賞2007総合第1位。
- 2008年、アイズナー賞（ベスト・パブリケーション・フォー・キッズ部門）ノミネート。
- 2011年、イギリスのアニメ・マンガサイトUK Anime Networkにて数少ない10/10の満点を記録[18]。
- 2016年、第20回「手塚治虫文化賞」マンガ大賞[19]。

## 他言語版
2021年現在、以下の15か国語で刊行されている。
英語
タイトル表記については、「Yotsubato!」ではなく「Yotsuba&!」となっている。
2005年から2007年にかけてADVが第5巻までを刊行した。2009年からはYen Pressが第5巻までの新訳と第6巻以降を刊行している。
全年齢対象であることから、語彙・文法は全体的に極めて平易なものが用いられており、（日本国内の教育指導要領に合わせるならば）中学校卒業程度の知識があれば、一部の単語・文章・スラング的なものを除いて、大概の理解は可能である。物語の多くが日常会話であることも含め、この英語版コミックスを英語学習に利用することを薦めるネットユーザーが多く存在している。
設定の大きな改変は無いが、一部のよつばのセリフは、global→glowball／glowbullなどスペルや、複数にも関わらずthere isと言うなど文法がわざと誤った状態で表記されている他、largeとbigの区別ができていないなど英語母語話者の幼児が実際しがちな単語の誤用も見られ、ときおり熟語などの言い間違いをすることがあるという原作の設定を表現している。
しまうーの名前はmistakeとの洒落による"Miss.Stake"に変えられている。ジュラルミンは本来duralminと綴るが、もともとは女性の人名であるジュリエッタをよつばが聞き違えたことで産み出された名前であるため、作中では最初のスペルがJである。
中国語
『四葉妹妹! 』（スーイエメイメイ、『よつばちゃん！』）として2004年から台湾角川書店が繁体字版を刊行している。
ひらがなのみの名前は漢字に変更（よつば→四葉、あさぎ→朝儀、みうら→美麗）。しまうーの名前は、「請多多指教。」（よろしくしまう）に音が似ている「請多多助教。」をもじって、「助教」に変更されている。ダンボーはダンボールを意味する中国語（瓦楞紙箱）にちなんで「阿楞」と呼ぶ。
2017年から浙江人民美術出版社が簡体字版を刊行している。
韓国語
『요츠바랑! 』（ヨチュバラン、『よつばと！』）として2004年からソウル市の大元 C.I.が刊行している。
スペイン語
『¡Yotsuba! 』として2005年からバルセロナのNorma Editorialが刊行している。
インドネシア語
『Yotsuba&! 』として2006年からジャカルタのElex Media Komputindoが刊行している。
タイ語
『โยทสึบะ หนูเด๋อจอมป่วน! 』として2006年からバンコクのNED Comicsが刊行している。
フランス語
『Yotsuba&! 』として2006年からパリのKurokawaが刊行している。
ドイツ語
『Yotsuba&! 』として2007年からハンブルクのTokyopop GmbHが刊行している。
イタリア語
『Yotsuba&! 』として2007年からグラナローロ・デッレミーリアのDynitが刊行している。
ベトナム語
『Yotsuba&! 』として2008年からホーチミンのTVM Comicsが刊行している。
フィンランド語
『Yotsuba&! 』として2008年からヘルシンキのPunainen jättiläinenが刊行している。
スウェーデン語
『Yotsuba&! 』として2008年にストックホルムのB. Wahlströmが第4巻までを刊行した。
ロシア語
『Ёцуба! 』（『よつば! 』）として2010年からモスクワのPalma Pressが第8巻までを刊行した。
マレー語
『Yotsuba&! 』として2017年からクアラルンプールのGempak Starzが刊行している。
ポーランド語
『Yotsuba! 』として2018年からWydawnictwo Kotoriが刊行している。

## 書誌情報
- あずまきよひこ 『よつばと！』 KADOKAWA〈電撃コミックス〉、既刊16巻（2025年2月26日現在）。各巻の発売日はKADOKAWAの書籍情報に拠る[20]。
  1. 2003年8月27日発売、ISBN 4-8402-2466-8
  2. 2004年4月27日発売、ISBN 4-8402-2674-1
  3. 2004年11月27日発売、ISBN 4-8402-2895-7
  4. 2005年8月27日発売、ISBN 4-8402-3163-X
  5. 2006年4月27日発売、ISBN 4-8402-3441-8
  6. 2006年12月16日発売、ISBN 4-8402-3702-6
  7. 2007年9月27日発売、ISBN 978-4-8402-4053-6
  8. 2008年8月27日発売、ISBN 978-4-04-867151-4
  9. 2009年11月27日発売、ISBN 978-4-04-868247-3
  10. 2010年11月27日発売、ISBN 978-4-04-870143-3
  11. 2011年11月26日発売、ISBN 978-4-04-886097-0
  12. 2013年3月9日発売、ISBN 978-4-04-891352-2
  13. 2015年11月27日発売、ISBN 978-4-04-865594-1
  14. 2018年4月28日発売、ISBN 978-4-04-893705-4
  15. 2021年2月27日発売、ISBN 978-4-04-913597-8
  16. 2025年2月26日発売、ISBN 978-4-04-916194-6

## 関連作品

### CD
アニメ化を前提としたイメージアルバムやドラマCDではなく、『よつばと！』の世界観に合わせた、よつばの生活風景を音楽で表現したものである。いずれもジェネオンエンタテインメントよりリリース。
- 『よつばと♪』2005年4月2日発売。作曲：栗原正己、演奏：栗コーダーポップスオーケストラ。
  - よつばの一日をテーマとし、起床から就寝までを描いている。
- 『よつばと♪ 組曲 冬将軍』2006年11月22日発売。作曲：栗原正己、演奏：栗コーダーポップスオーケストラ。
  - 発売された段階ではまだ描かれていないよつばの冬をテーマとした交響曲で、冬の始まりから春の到来まで描いている。

### よつばとえほん
絵と文は作者のあずまきよひこによる。
- 『よつばとしろとくろのどうぶつ』2006年12月16日発売。ISBN 4-8402-3714-X

### フィギュア
- よつばのアクションフィギュア （『電撃大王』2004年6月号・創刊10周年記念付録。原型の製作者は浅井真紀[22]）
- よつば立体化作戦シリーズ（全て海洋堂より）
  - 『よつばと リボルテック』 - 2007年9月27日発売。よつばをモデルにした可動式フィギュア。2008年8月1日には虫取り網、虫かご、セミなどが付属した『DX 夏休みセット』が発売された。
  - 『綾瀬風香 制服Ver.』 - 2007年11月1日発売。可動はしないが、上記よつばとリボルテックと同スケールとなっている。
  - 『リボルテック ダンボー』 - 2007年12月1日発売。差し替え用パーツとして「中の人」であるみうらの頭部が付属する。Amazon.co.jpで通販に使われるダンボールのロゴが入った『アマゾンボックスバージョン』も同時に発売された。
  - 『綾瀬風香Tシャツ版/AMWロゴ編』電撃大王2008年8月号の誌上通販で発売。
  - 『綾瀬風香 水着Ver.』 - 2008年9月1日発売。
  - 『綾瀬恵那』 - 2008年9月1日発売。
  - 『綾瀬風香 Tシャツ版 セブン-イレブンネット編』 - 2008年11月27日発売。
  - 『リボルテック ダンボー セブン-イレブンネットBOX版』 - 2008年11月27日発売。

### 電化製品
- cheero Power Plus 10400mAh DANBOARD version（CHE-046）- ダンボーの顔部分を模した携帯型充電式バッテリー。
- cheero Power Plus DANBOARD version -mini-（CHE-047） - 同上。こちらはコンパクト化され容量も6000mAhに減らされているが、ダンボーの目の部分がバッテリーインジケーターに改良されている。

### その他
- 週刊アスキー 2010年12月14日号（発売は11月30日）の表紙モデルとしてよつばと風香が登場。
- NHK Eテレのミニアニメ『にゃんぼー!』のEDによつばが登場。

## Try! Try! Try!
『よつばと！』の前身である漫画。里見英樹が設立したデザイン会社「トライアスロン」のウェブサイト（閉鎖）上で1998年に掲載され、2001年に描き下ろしを追加して『あずまんが2 あずまきよひこ作品集』に収録された。同書の目玉として企画されたが筆が進まず、ペット編、壁に落書き編、遮断機にぶら下がり編の短編3本に留まっている。略称は「ととと」。

### 主な登場人物
- よつば
- とーちゃん
- 綾瀬あさぎ
- 綾瀬風香（あやせふうか）
- 綾瀬恵那

### 「Try! Try! Try!」と『よつばと！』の相違
- よつばととーちゃんの姓は「Try! Try! Try!」では不明。
- 涙をこらえるなど、よつばが『よつばと！』ほど幼くない。壁に落書き編では体格が恵那とそれほど差がなく、10歳前後に設定されていたようで、設定が一貫していない。
- 『よつばと！』では、よつばの4つの束ねた後ろ髪は短く同じ長さであるが、「Try! Try! Try!」では上の二房が長く、少し垂れている。
- よつばのセリフは、『よつばと！』ではもっぱらひらがなで書かれるが、「Try! Try! Try!」では漢字が主。
- あさぎは、「Try! Try! Try!」では大学2年。『よつばと！』では年齢不詳。大学生ではあるらしい。
- 風夏（『よつばと！』では風香が彼女の位置に当たる）については、名前の漢字が異なる（発音は同じ）他、外見や性格共に全く面影を残していない。『よつばと！』の風香と異なり子供視点に立つことは無く、よつばのやんちゃをきつく叱る。とーちゃんに片思いしているようだが、作品内に2人が出くわす場面は一切無く、01年に追加された短編に、素直でない彼女の描写が僅かにあるのみである。外見は『あずまんが大王』の神楽に似ている。
- 恵那は、「Try! Try! Try!」では『よつばと！』と同じ小学4年生（※ 2003年8月の作者による設定内に「小学4年生」と明記されている）。しかし「Try! Try! Try!」の方が幼く表現されている。